# 查令十字路
查令十字路（英語：Charing Cross Road）是英国伦敦市中心的街道。查令十字路北起聖吉爾斯圓環（即与牛津街的交叉路口），往北成为托特納姆宮路，南至特拉法加广场东北的圣马田教堂以北，往南成为特拉法加广场的东沿。

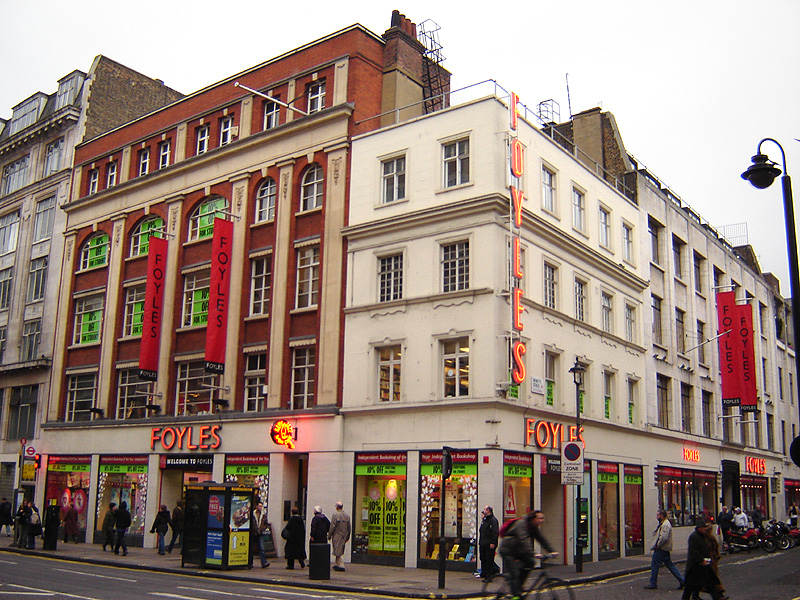
蜉蝣肆书店

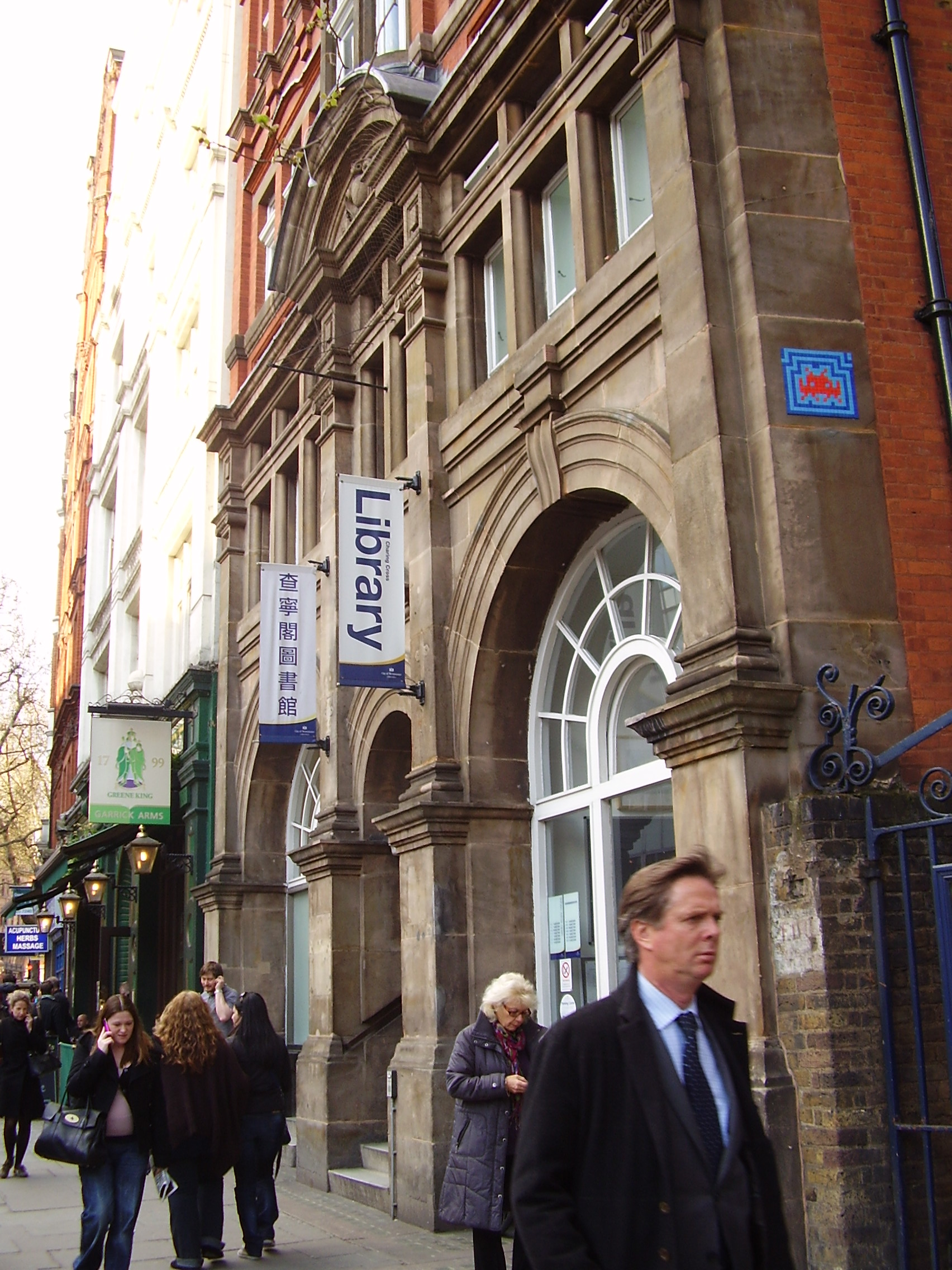
查宁阁图书馆

查令十字路是伦敦著名的書店街，因通往查令十字火车站而得名，但并不连接查令十字本身，且街上的书店离查令十字和查令十字火车站有相当距离，实际大多位于毗邻的萊斯特廣場、剑桥圆环地区。查令十字街上有各種專業書店及二手書店坐落，其中最為聞名的是蜉蝣肆书店（Foyles）。西敏市政府所办的查宁阁图书馆（Charing Cross Library）位于查令十字路上，包含伦敦最大的公共中文图书馆，位置靠近查令十字并以此得名。
关于查令十字路上书店的文学作品包括《查令十字路84号》。
行政上，查令十字路从北向南穿过卡姆登区和西敏市。